# Turośl (Gmina)
Pour les articles homonymes, voir Turośl.
Turośl est une gmina rurale du powiat de Kolno, Podlachie, dans le nord-est de la Pologne. Son siège est le village de Turośl, qui se situe environ 15 km à l'ouest de Kolno et 102 km à l'ouest de la capitale régionale Białystok.
La gmina couvre une superficie de 198,43 km2 pour une population de 4 910 habitants.

## Géographie
La gmina inclut les villages d'Adamusy, Charubin, Charubiny, Cieciory, Cieloszka, Dudy Nadrzeczne, Krusza, Ksebki, Łacha, Leman, Nowa Ruda, Popiołki, Potasie, Ptaki, Pudełko, Pupki, Samule, Szablaki, Trzcińskie, Turośl, Wanacja et Zimna.
La gmina borde les gminy de Kolno, Łyse, Pisz et Zbójna.